# Хоканссон, Патрик
Па́трик «Пим» Хо́канссон (швед. Patric "Pim" Håkansson, также известен как Па́трик Кларе́мо, швед. Patric Klaremo; род. 26 августа 1977, Карлстад) — шведский кёрлингист и тренер по кёрлингу.
В составе мужской сборной Швеции участвовал в чемпионате мира 2005. Чемпион Швеции среди юниоров (1999).
Играет в основном на позициях первого и  третьего.

## Достижения
- Чемпионат Швеции по кёрлингу среди юниоров: золото (1999).

## Команды
| Сезон   | Четвёртый        | Третий           | Второй               | Первый           | Запасной                                                | Турниры                       |
| ------- | ---------------- | ---------------- | -------------------- | ---------------- | ------------------------------------------------------- | ----------------------------- |
| 1998—99 | Патрик Хоканссон | David Kallin     | Thomas Wallentinsson | Rickard Högström | Jonas Johansson (ЧМЮ) тренер: Элизабет Хёгстрём         | ЧШЮ 1999 · ЧМЮ 1999 (4 место) |
| 2004—05 | Эрик Карлсен     | Андреас Прюц     | Даниэль Прюц         | Патрик Хоканссон | Матиас Карлссон тренер: Фредрик Хальстрём               | ЧМ 2005 (9 место)             |
| 2005—06 | Эрик Карлсен     | Андреас Прюц     | Даниэль Прюц         | Патрик Хоканссон |                                                         |                               |
| 2006—07 | Андреас Прюц     | Патрик Хоканссон | Peter Hillblom       | Orjan Eriksson   |                                                         |                               |
| 2007—08 | Андреас Прюц     | Патрик Хоканссон | Peter Hillblom       | Orjan Eriksson   |                                                         |                               |
| 2022—23 | Johan Håkansson  | Rickard Högström | Thomas Wallentinson  | Tomas Arnäs      | Патрик Кларемо, Mattias Ronnergård тренер: Magnus Ekdal | ЧШМ 2023 (9 место)            |

(скипы выделены полужирным шрифтом)

## Результаты как тренера национальных сборных
| Год  | Турнир                            | Сборная          | Место |
| ---- | --------------------------------- | ---------------- | ----- |
| 2015 | Чемпионат Европы по кёрлингу 2015 | Швеция (женщины) | 5     |

## Частная жизнь
Из семьи кёрлингистов: его отец Ларс-Эрик Хоканссон был чемпионом Швеции среди мужчин в 1971, дядя (брат отца) Томас был дважды чемпионом Швеции и бронзовым призёром чемпионата Европы 1976, дед Стиг Хоканссон в 1940-х выступал как легкоатлет (был чемпионом Европы в эстафете 4х100 метров в 1946 году, неоднократным чемпионом Швеции по спринтерскому бегу и прыжкам в длину), а позднее стал кёрлингистом, был чемпионом Швеции в 1968, выступал на чемпионате мира 1968.